# Língua arvanítica
A língua arvanítica ou arvanítico (em grego: αρβανίτικα, transl.: arbanítika) é um antigo dialeto da língua albanesa fortemente influenciado pela língua grega, tradicionalmente falado pelos arvanitas, uma população histórica da Grécia. Por volta do fim da Idade Média, grupos  arvaníticos provenientes do Epiro (região histórica montanhosa dos Balcãs, atualmente compartilhada pela Grécia e pela Albânia), emigraram e se estabeleceram no sul da Grécia.
A língua arvanítica é por vezes descrita como sendo greco-albanesa, embora essa designação seja considerada ofensiva por muitos dos arvanitas, que se consideram etnicamente gregos, não albaneses. (GHM 1995). Trata-se de uma língua próxima da extinção, pois seus falantes estão, gradualmente, preferindo usar o grego, sendo que  muitos dos mais jovens já não falam mais o arvanítico. 

## Escrita
A língua arvanítica raramente apareceu escrita. Registra-se , como sendo escrita em dois Alfabetos:
- Alfabeto latino - com suas 25 letras (sem o "w"), usando ainda o "Ç" e o "Ë" e as combinações Hj, Lj, Ll, Nj, Rr, Sh, Th, Xh, Zh .
- Alfabeto grego - com suas letras tradicionais mais b, d, j; inclui ainda 6 das letras com diacríticos e mais 6 combinações de letras . Usado pelos albaneses de dialeto Tosco (Tosk) ortodoxos.

## Nome
O nome 'arvanítico' e seu equivalente arbërishte  são derivados da etnonímia arvanitas, o qual por sua vez vem do topônimo (Grego: Άρβανα), o qual se referia, na Idade Média, à região onde fica hoje a Albânia (Babiniotis 1998). Seus equivalentes nativos (Arbërorë, Arbëreshë e outros) correpondiam a como os albaneses geralmente se referiam  a si próprios. Tanto Arbëna como Albânia/Albanês vêm de há muitos anos, conforme atestado desde a Antiguidade, e podem ser presentemente variantes de uma mesma raiz, hipótese que ainda permanecem em discussão.

## Classificação

O arvanítica é relacionado com o albanês

A língua arvanítica tem relação muito próxima com a língua Arbëresh, o dialeto albanês falado na Itália, o qual tem boa parte de sua origem naqueles assentados arvanitas vindos da Grécia. O Arbëresh mantém, em algumas cidades, palavras idênticas a palavras gregas, tais como, por exemplo haristis ('muito obrigado'), proveniente do grego ευχαριστώ; dhrom ('estrada'), de δρόμος; ne ('sim'), de ναι. As bases do vocabulário Italo-Arbëresh e greco-arvanítico são mutuamente inteligíveis; os pontos não mutualmente inteligíveis decorrem de modernismos adquiridos do grego e do italiano.
A maioria dos estudiosos classifica o arvanítico como um dialeto do albanês Albanian muitos dos Arvanitas não aceitam ser classificados com algo que se refira a Albanês, pois isso traz uma conotação de nacionalidade Albanesa, prejudicando sua identidade como Gregos. 
Graças às circunstâncias sociais especiais e à identidade etno-linguística, o arvanítico é normalmente listada com uma língua separada (arvanítico albanês, código "aat") pela classificação internacional do catálogo de nome de idiomas da ISO 639-3 , onde é classificada como uma parte da "Macrolíngua" Albanesa.. 
Não há nas seções 1 e 2 da norma Internacional ISO 639 um código para avarnitica como língua separada, só existem as siglas para o Albanês (códigos "alb", "sqi", or "sq"). Porém, como na ISO -639-3, o Ethnologue lista o arvanítico albanês como uma língua separada(AAT), havendo ainda classificações separadas e "paralelas" para Albanês Gheg, Albanês Tosk e Arbëresh. 
Um trabalho sócio-linguístico alemão classifica o arvanítico como "Ausbausprache" (língua construída a partir de outra próxima) e "Abstandsprache" (língua suficientemente diferente de uma outra para ser considerada como outro idioma)Em termos de "abstand" (diferença objetiva entre sistemas linguísticos) os linguístas do "Ethnologue" situam a mútua inteligibilidade entre o Avartinica e o Tosk Padrão entre pouco alta e apenas parcial.
O Ethnologue também menciona que a inteligibilidade mútua pode ainda ser difícil mesmo entre sub-dialetos dentro do arvanítico. A mútua inteligibilidade entre o albanês padrão e o arvanítico é maior do que a existente entre os dois principais dialetos do albanês - Tosk e Gheg (ver as comparações das formas de albanês, a seguir, com uma amostra e um texto em cada uma das três formas da língua.  Em termos linguísticos, não há dúvida de que o [arvanítico] é uma variante do albanês padrão. 
Em termos de "ausbau" ("upgrade" sócio-linguístico para se tornar uma língua padrão autônoma), o indicador mais forte de autonomia é a existência de um sistema de escrita: o alfabeto arvanítico baseado no alfabeto grego. Um sistema bastante parecido foi usado por falantes do albanês tosk entre os séculos XVI e XVIII. . Porém, essa escrita é raramente usada hoje. O arvanítico  é uma língua usada quase que exclusivamente na forma falada e confinada ao contexto privado. Há, ainda, alguma discordância entre os arvanita (como entre os aromanianos) acerca de ser ou não ser usado o Alfabeto latino em seu idioma. . O arvanítico  falado é rico internamente na sua diversidade de sub-Dialetos, não havendo presentemente nenhum esforço no sentido de padronizá-los numa forma "Padrão". Além disso, os arvanitas também não usam o Albanês, pois não são alfabetizados no Alfabeto latino usado no Albanês, não usando também o Albanês falado na sua Mídia. Isso demonstra não haver uma subordinação da língua arvanítica ao albanês padrão, como uma dachsprache ("língua de cobertura"), como ocorre com os dialetos de uma língua nacional, quando dentro de um mesmo país.

## Distribuição geográfica
.

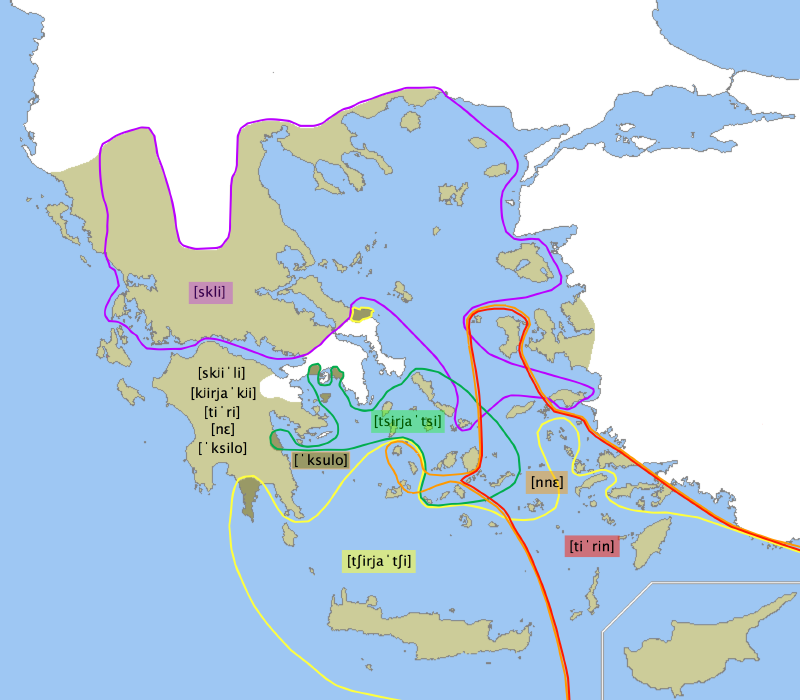
Mapa do Grego Moderno Tradicional, dos Dialetos Gregos e Isoglossias. A área branca central mostra onde o arvanítico era língua comum antes do século XX

Distribuição da Língua albanesa

Há três grupos nos assentamentos arvanitas na Grécia. 
- A maioria vive no sul do país, na Ática, Beócia, Locris a leste do Peloponeso e em algumas áreas e ilha próximas.
- Outro grupo menor vive no noroeste da Grécia, área contígua aos grupos de falantes do Albanês próprio.
- Um grupo mínimo fica no nordeste do país, em poucas vilas da Trácia.

De acordo com alguns autores, a palavra "arvanítico", no sentido próprio, aplica-se  somente ao grupo maior de falantes, o do sul  ou ainda do grupo sul, mais o da Trácia juntos, até pelo fato dessas formais dialetais terem ficado distantes dos falantes do Albanês básico por muitos séculos. Já os dialetos do Noroeste, mais próximos à Albânia são mais similares ao "Tosk" desse país e à língua dos antigos Albaneses Cham, Muçulmanos (Çamërishte), que já habitaram essa região.. O Ethnologue classifica esses dialetos noroeste como parte do Tosk, sendo opostas ao arvanítico albanês, no sentido mais rigoroso, embora reconheça que a palavra "arvanítica" é usada para todos os grupos da Grécia.. Nas suas próprias línguas, alguns grupos do noroeste se dizem falando o Shqip ("Albanês"), sua dita língua natal, a mesma dos Albaneses, o que parece implicar que esses Arvanitas se consideram Albaneses étnicos..

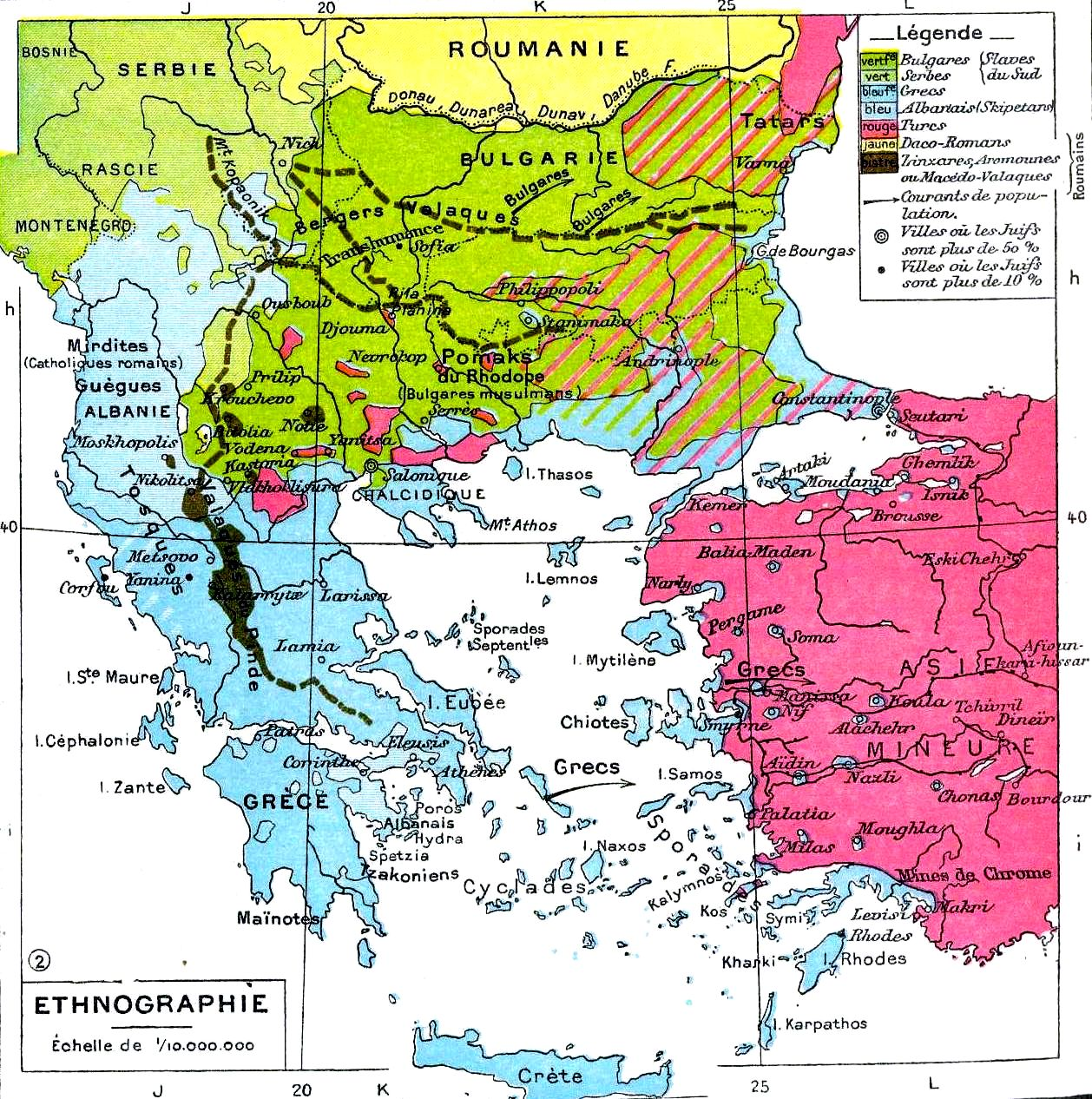
Map dos Balcãs antes da Primeira Grande Guerra. As regiões sombreadas em azul bem claro mostram a distribuição dos falantes do albanês (inclui o arvanítico)

O arvanítico  do sul da Grécia é pródigo em sub-dialetos locais. Sasse (1991) distinguiu pelo menos onze dialetos: Oeste da Ática, Sudeste da Ática, Nordeste da Ática-Beócia, Oeste da Beócia, da Beócia Central, Nordeste do Peloponeso, Noroeste do Peloponeso, Peloponeso do Sul, Oeste do Peloponeso, da Eubéia, de Andriote.

## Falantes
A quantidade estimada de falantes do arvanítico  varia muito nas avaliações, entre 30 e 150 mil pessoas. Essas quantia incluem falantes terminais (Idosos) e jovem, os quais adquiriram apenas domínio imperfeito da língua e não devem passar a língua para as gerações seguintes (conf. Tsitsipis 1998). Não há falante de arvanítico  que seja monolíngue, pois são todos hoje bilíngues em Grego, sendo que o arvanítico é considerada um língua próxima da extinção, em função da forte migração para o Grego entre os descendentes arvanitas nas últimas décadas.

## Características
O arvanítico  apresenta muitas características do  albanês Tosk falado no sul da Albânia. Porém, também recebeu significantes influências do Grego, especialmente ao vocabulário e à fonologia. Também apresenta características mais conservadoras, as quais o Albanês já perdeu com o tempo. Como exemplo, manteve certos grupos consonantais iniciais de sílabas, os quais foram simplificados no Albanês padrão. Exemplo: (cf. Arvanitica gljuhë AFI: [ˈɡljuhə] ('idioma, língua), vs. Albanês padrão gjuhë [ˈɟuhə]).Mais recentemente, os linguistas perceberam sinais de rápida convergência estrutural com o Grego e também simplificação estrutural da língua. Isso parece indicar atrito linguístico, um sinal empobrecimento da língua que pode levar a sua extinção.

## Gramática
Fonte: Arvanitikos Syndesmos Ellados

### Pronomes
|        | Pronomes Pessoais | Pronomes Pessoais | Pronomes Possessivos | Pronomes Possessivos |
| 1Sg.   | û                 | Eu                | ími                  | meu(minha)           |
| 2Sg.   | ti                | tu, você          | íti                  | teu, seu             |
| 3Sg.m. | ái                | ele               | atía                 | seu, dele            |
| 3Sg.f. | ajó               | ela               | asája                | seu, dela            |
| 1Pl.   | ne                | nós               | íni                  | nossos               |
| 2Pl.   | ju                | vós, vocês        | júai                 | vosso, seu           |
| 3Pl.m. | atá               | eles              | atíre                | deles                |
| 3Pl.f. | ató               | 'elas (f.)        | atíre                | delas                |

### Paradigmas Verbais
|       | The verb HAVE | The verb HAVE | The verb HAVE | The verb HAVE | The verb BE  | The verb BE | The verb BE | The verb BE |
|       | Pres.         | Imperf.       | Subj.Impf.    | Subj.Perf.    | Pres.        | Imperf.     | Subj.Impf.  | Subj.Perf.  |
| 1-Sg. | kam           | keshë         | të kem        | të keshë      | jam          | jeshë       | të jem      | të jeshë    |
| 2-Sg. | ke            | keshe         | të kesh       | të keshe      | je           | jeshe       | të jesh     | të jëshe    |
| 3-Sg. | ka            | kish          | të ket        | të kish       | ishtë, është | ish         | të jet      | të ish      |
| 1-Pl. | kemi          | keshëm        | të kemi       | te keshëm     | jemi         | jeshëm      | të jeshëm   | të jeshëm   |
| 2-Pl. | kine          | keshëtë       | të kini       | te keshëtë    | jini         | jeshëtë     | të jeshëtë  | të jeshëtë  |
| 3-Pl, | kanë          | kishnë        | të kenë       | të kishnë     | janë         | ishnë       | të jenë     | të ishnë    |

## Comparação outras formas do Albanês
| Áti ýnë                    | që jé                      | ndë                        | qiéjet,                    | ushënjtëróft'               | émëri                       | ýt.                         |
| Ati ynë                    | që je                      | në                         | qiell,                     | u shënjtëroftë              | emri                        | yt.                         |
| Ati ynë                    | që je                      | në                         | qiell,                     | shejtnue kjoftë             | emni                        | yt.                         |
| Pai Nosso que estás no Céu | Pai Nosso que estás no Céu | Pai Nosso que estás no Céu | Pai Nosso que estás no Céu | Santificado seja o teu nome | Santificado seja o teu nome | Santificado seja o teu nome |

| árthtë            | mbëretëría        | jóte;             | ubëftë                  | dashurími               | ýt,                     |
| arthtë            | mbretëria         | jote;             | u bëftë                 | dëshira                 | jote,                   |
| ardhtë            | mbretnia          | jote;             | u baftë                 | vullnesa                | jote,                   |
| venha o teu Reino | venha o teu Reino | venha o teu Reino | seja feito o que queres | seja feito o que queres | seja feito o que queres |

| si ndë               | qiél,  | edhé  | mbë | dhét; |
| si në                | qiell, | edhe  | mbi | dhe.  |
| si në                | qiell  | ashtu | në  | dhe.  |
| na terra como no Céu |        |       |     |       |

| búkënë                         | tónë | të përdítëshimen' | ép-na | néve | sót; |
| bukën                          | tonë | të përditëshme    | jepna | neve | sot; |
| Bukën                          | tonë | të përditshme     | epna  | ne   | sot; |
| nos dê hoje o nosso pão diário |      |                   |       |      |      |

| edhé                          | fálj-na                      | fájetë                       | tóna, |
| edhe                          | falna                        | fajet                        | tona, |
| e ndiejna ne fajet e mëkatet  | e ndiejna ne fajet e mëkatet | e ndiejna ne fajet e mëkatet | tona, |
| e nos perdoa por nossos erros |                              |                              |       |

| sikúndrë                                      | edhé            | néve            | ua              | fáljmë          | fajtórëvet | tánë; |
| sikundër                                      | edhe            | ne              | ua              | falim           | fajtorëvet | tanë; |
| si i ndiejmë na                               | si i ndiejmë na | si i ndiejmë na | si i ndiejmë na | si i ndiejmë na | fajtorët   | tanë; |
| e nos perdoaremos aqueles que erraram conosco |                 |                 |                 |                 |            |       |

| edhé                       | mos                        | na                         | shtiér                     | ndë                        | ngásie,                    | pó                    | shpëtó-na             | nga                   | i                     | ljígu;                |
| edhe                       | mos                        | na                         | shtjerë                    | në                         | ngasje,                    | po                    | shpëtona              | nga                   | i                     | ligu;                 |
| e                          | mos                        | na                         | len me ra                  | në                         | keq,                       | por                   | largona               | prej gjith së keq;    | prej gjith së keq;    | prej gjith së keq;    |
| e não nos leve a tentações | e não nos leve a tentações | e não nos leve a tentações | e não nos leve a tentações | e não nos leve a tentações | e não nos leve a tentações | mas, nos livra do mal | mas, nos livra do mal | mas, nos livra do mal | mas, nos livra do mal | mas, nos livra do mal |

| sepsé                                                      | jótia  | është | mbëretëría | e | fuqía | e | ljavdía | ndë | jétët | të | jétëvet. |
| sepse                                                      | jotja  | është | mbretëria  | e | fuqia | e | lavdia  | në  | jetët | të | jetëvet. |
| sepse                                                      | joteja | âsht  | rregjinija | e | fuqia | e | lafti   | në  | jetët | të | jetëvet. |
| pois teu é o Reino, o Poder e a Glória, por todo o sempre. |        |       |            |   |       |   |         |     |       |    |          |

## Amostras

### Frases comuns[24]
| Flet fare arbërisht? | Você fala algo de arvanítico? |
| Flas shumë pak.      | Eu falo muito pouco.          |
| Je mirë?             | Você está bem?                |
| Jam shumë mirë.      | Eu estou muito bem.           |

### Textos
Jeta e Vasil Sakelarit, priftit, Triziniotit.
U u leshë ndë ñië mil’lë e shtatë qint e nöntë dhietë shtatë, 1797, gka të lerrëtë e Krishtit. E, kur u shkitshë e u böshë shtatë viet, d’zura grammëtë êïéí Ütë ndë Pijadhë (Νέα Επίδαυρος). -
Pra u pruarshë ndë katunt t’im, e ndë 1808 vaita ndë Porje, çë gje’shë grammë hel’linikí gka N. Bambaki.
E pastai gka viti hira me ñië karav : e vammë ndë Pol, pra erdhm ndë Smyrn e ngarkuam staphydhe prë* [prë Zotin?] Amsterdham. - E lashuam e vammë ndë Maltë e gkah’ atje ndë Mahon, pra ndë Mayorkë, e zumm ndë Argazilie. - Atje na thoinë varkatë : “mos dilni jashtë, se janë Alindzerintë e do u grapñiënë.” Nevet duallm e na grapnë e na vunnë nevet ndë karav të tire e nde i ini karav vunnë Alindzeriñ, e na muarë pasoiet* [pasjet?], e na qellë nd’ Alindzer. E mbemmë atje katrë dit, pra na lashuan : pse ish qæroi çë lashuanë edhe të tierëtë shklev. - E, si na lashuanë i a thurm [thuam] e vamm nish-nish ndë Kalès, e nögkë na lanë, po na gjuaitin. E vamm ndë Lisbonë e gkah’ atje ndë Londrë ; e gka Londra muarm ñië matës detit e vamm ndë Hèldèr e shkarkuam ; pra himm mbörda nd’ Amsterdham, çë bömm gjashtë muai. - Pra u pruarm e erdhm ndë Porje. - Atje edhe u martuashë ndë 1818, e ndë 1820 u böshë prift. -
- Edhe ndë ñië mil’lë e tetë qint e ñiëzet e ñië, 1821, gritim luftë me Turki. - E ndë 1828 d’zura al’lilodhidhaktikinë methodo e u dhiorishë dhaskal ndë Porje e mbeta ñierë ndë 1842. - Pasandai dolla e ndë 1852 u dhiorishë prift i Ludovikosë. - E vamm edhe ndë Toulo’ të Gal’lisë. - E ndë 1855 më lashuanë gka Ludovikua, e jam ñierë ndë sot ndë klishë t’ime pa doñië iatrë shërbes.
A vida de Basil Sakelaris, o sacerdote Troeseniano (tradução livre)
Eu nasci em mil e novecentos e novente e sete 1797, depois do nascimento de Cristo.E, quando eu cheguei à idade de sete anos, eu aprendi a escrever em Grego moderno? em Piyada (Nea Epidaurus?). Aí, eu voltei ao meu país nativo e em 1808 eu fui para Poros, para estudar Grego com N. Bambakis.
Assim, depois de uma ano eu tomei um navio e parti em viagem para Constantinopla, e, aí, nós fomos para Esmirna e tomamos carga de uvas destinada para Amsterdam. Partimos em viagem para Malta, de onde fomos para Mahon, daí para Malorca, onde ancoramos em Argazilia (?). Os marinheiros nos advertiram para não ir para o mar, pois os Argelinos estavam ao largo e deviam nos sequestrar. Nós fomos para o mar assim mesmo, eles nos capturaram e colocaram toda a tripulação no navio deles. No nosso navio os Argelinos colocaram alguns dos seus homens e nos levaram para Argel. Nós ficamos lá por quatro dias e, aí, nos liberaram junto com outros escravos. Depois de sermos liberados nos chegamos em Calais, mas n´s fomos mandamos embora. Aí, fomos para Lisboa e daí fomos para Londres. Nós fomos para Helder por ferryboat (?) e descarregamos. Entramos em Amsterdam seis meses depois que havíamos zarpado pela primeira vez. aí, voltamos para poros. Assim, eu me casei em 1818 e em 1820 eu me tornei padre.
Em 1821 estourou a guerra com a Turquia. Em 1828 eu aprendi o método Alilo-didático e me tornei professor em Poros, ficando aí até 1842. Depois, eu deixei a inlha e em 1852 eu fui nomeado sacerdote para o Rei Ludwig. Nós também fomos para Toulon, França. Em 1855, Ludwig me liberou de minhas obrigações e a partir de então eu fiquei empregado na minha igreja, sem outra ocupação.
Pai Nosso
Áti ýnë që jé ndë qiéjet, ushënjtëróft' émëri ýt.
árthtë mbëretëría jóte; ubëftë dashurími ýt,
si ndë qiél, edhé mbë dhét;
búkënë tónë të përdítëshimen' ép-na néve sót;
edhé fálj-na fájetë tóna,
sikúndrë edhé néve ua fáljmë fajtórëvet tánë;
edhé mos na shtiér ndë ngásie, pó shpëtó-na nga i ljígu;
sepsé jótia është mbëretëría e fuqía e ljavdía ndë jétët të jétëvet.